# Левоцька височина
Левоцька височина (Levočská vysočina) — гірський масив в Словаччині; геоморфологічна підодиниця масиву Левоцькі гори.. Найвища точка — Чорна гора (1289 метрів). Місце розташування — Пряшівський край.